# Liga ACB 1998-1999
La Liga ACB 1998-1999 è stata la 43ª edizione del massimo campionato spagnolo di pallacanestro maschile.
Il torneo si compone di diciotto formazioni, che si affrontano in un unico girone all'italiana con partite di andata e ritorno. Le prime otto si qualificano per i play-off per il titolo nazionale, disputati al meglio delle cinque gare con la prima e la terza e la quinta in casa della meglio classificata al termine della stagione regolare. Le ultime due retrocedono in Liga LEB.
Il FC Barcelona, primo al termine della stagione regolare, vince il suo undicesimo titolo nazionale in finale dei play-off sul Caja San Fernando Siviglia, terzo dopo le trentaquattro giornate.

## Risultati

### Stagione regolare
|     | Squadra                   | G  | V  | P  | PF    | PS    | Pt. | Qualificazione    |
| --- | ------------------------- | -- | -- | -- | ----- | ----- | --- | ----------------- |
| 1.  | FC Barcelona              | 34 | 26 | 8  | 2.885 | 2.543 | 60  | playoffs          |
| 2.  | Real Madrid               | 34 | 26 | 8  | 2.768 | 2.524 | 60  | playoffs          |
| 3.  | Caja San Fernando         | 34 | 25 | 9  | 2.488 | 2.366 | 59  | playoffs          |
| 4.  | TAU Cerámica              | 34 | 24 | 10 | 2.712 | 2.576 | 58  | playoffs          |
| 5.  | Adecco Estudiantes        | 34 | 21 | 13 | 2.791 | 2.652 | 55  | playoffs          |
| 6.  | Pamesa Cerámica           | 34 | 18 | 16 | 2.600 | 2.565 | 52  | playoffs          |
| 7.  | Baloncesto Fuenlabrada    | 34 | 18 | 16 | 2.758 | 2.719 | 52  | playoffs          |
| 8.  | Girona Gavis              | 34 | 18 | 16 | 2.696 | 2.692 | 52  | playoffs          |
| 9.  | Unicaja Málaga            | 34 | 18 | 16 | 2.577 | 2.532 | 52  |                   |
| 10. | Pinturas Bruguer Badalona | 34 | 18 | 16 | 2.666 | 2.565 | 52  |                   |
| 11. | TDK Manresa               | 34 | 16 | 18 | 2.532 | 2.545 | 50  |                   |
| 12. | Cáceres Club Baloncesto   | 34 | 14 | 20 | 2.566 | 2.613 | 48  |                   |
| 13. | Fórum Valladolid          | 34 | 13 | 21 | 2.574 | 2.625 | 47  |                   |
| 14. | CB Gran Canaria           | 34 | 13 | 21 | 2.506 | 2.585 | 47  |                   |
| 15. | Lobos Caja Cantabria      | 34 | 13 | 21 | 2.724 | 2.891 | 47  |                   |
| 16. | León Caja España          | 34 | 13 | 21 | 2.478 | 2.699 | 47  |                   |
| 17. | Covirán Cervezas Alhambra | 34 | 8  | 26 | 2.436 | 2.730 | 42  | retrocesse in LEB |
| 18. | Recreativos Orenes Murcia | 34 | 4  | 30 | 2.517 | 2.852 | 38  | retrocesse in LEB |

## Playoff
|  | Quarti di finale | Quarti di finale | Quarti di finale |          |                | Semifinali  | Semifinali | Semifinali |  |  | Finali | Finali     | Finali |
|  |                  |                  |                  |          |                |             |            |            |  |  |        |            |        |
|  | 1.               | Barcellona       | 3                |          |                |             |            |            |  |  |        |            |        |
|  | 8.               | Girona           | 0                |          |                |             |            |            |  |  |        |            |        |
|  | 8.               | Girona           | 0                |          | 1.             | Barcellona  | 3          |            |  |  |        |            |        |
|  |                  |                  |                  |          | 1.             | Barcellona  | 3          |            |  |  |        |            |        |
|  |                  | 5.               | Estudiantes      | 0        |                |             |            |            |  |  |        |            |        |
|  | 4.               | 5.               | Estudiantes      | 0        | Saski Baskonia | 1           |            |            |  |  |        |            |        |
|  | 4.               |                  |                  |          | Saski Baskonia | 1           |            |            |  |  |        |            |        |
|  | 5.               | Estudiantes      | 3                |          |                |             |            |            |  |  |        |            |        |
|  |                  |                  |                  |          |                |             |            |            |  |  | 1.     | Barcellona | 3      |
|  |                  |                  | 3.               | Siviglia | 0              |             |            |            |  |  |        |            |        |
|  | 2.               | Real Madrid      | 3                |          |                |             |            |            |  |  |        |            |        |
|  | 7.               | Fuenlabrada      | 0                |          |                |             |            |            |  |  |        |            |        |
|  | 7.               | Fuenlabrada      | 0                |          | 2.             | Real Madrid | 1          |            |  |  |        |            |        |
|  |                  |                  |                  |          | 2.             | Real Madrid | 1          |            |  |  |        |            |        |
|  |                  | 3.               | Siviglia         | 3        |                |             |            |            |  |  |        |            |        |
|  | 3.               | 3.               | Siviglia         | 3        | Siviglia       | 3           |            |            |  |  |        |            |        |
|  | 3.               |                  |                  |          | Siviglia       | 3           |            |            |  |  |        |            |        |
|  | 6.               | Valencia         | 2                |          |                |             |            |            |  |  |        |            |        |

| Liga ACB 1998-1999    |
| --------------------- |
| Barcellona 11º titolo |

## Formazione vincitrice
| N° | Naz.                   | Ruolo | Sportivo             |  | Alt. |  |
| -- | ---------------------- | ----- | -------------------- |  | ---- |  |
| 5  | Spagna (bandiera)      | P     | Nacho Rodríguez      |  | 186  |  |
| 6  | Spagna (bandiera)      | AP    | Roger Esteller       |  | 191  |  |
| 7  | Spagna (bandiera)      | AP    | Rodrigo de la Fuente |  | 200  |  |
| 7  | Spagna (bandiera)      | G     | Juan Carlos Navarro  |  | 192  |  |
| 8  | Stati Uniti (bandiera) | AC    | Derrick Alston       |  | 208  |  |
| 9  | Spagna (bandiera)      | AP    | Xavi Fernández       |  | 194  |  |
| 10 | Jugoslavia (bandiera)  | P     | Aleksandar Đorđević  |  | 188  |  |
| 11 | Jugoslavia (bandiera)  | A     | Milan Gurović        |  | 204  |  |
| 12 | Spagna (bandiera)      | C     | Roberto Dueñas       |  | 221  |  |
| 13 | Spagna (bandiera)      | C     | Oriol Junyent        |  | 208  |  |
| 14 | Grecia (bandiera)      | C     | Euthymīs Rentzias    |  | 211  |  |
| 16 | Spagna (bandiera)      | P     | Chema Marcos         |  |      |  |
| 16 | Spagna (bandiera)      | C     | Alfons Alzamora      |  | 206  |  |
| 17 | Spagna (bandiera)      | AC    | Pau Gasol            |  | 213  |  |
|    | Spagna (bandiera)      | All.  | Aíto García Reneses  |  |      |  |

## Premi e riconoscimenti
- Liga ACB MVP:  Tanoka Beard, Real Madrid
- Liga ACB MVP finali:  Derrick Alston, FC Barcelona